# Halbinsel Hanko
Die Halbinsel Hanko (finnisch: Hankoniemi; schwedisch: Hangö udd) ist eine etwa 30 km lange und 10 km breite Landzunge im Süden von Finnland. Im äußersten Süden der Halbinsel befindet sich die Stadt Hanko und der südlichste Punkt des Festlandes von Finnland.

## Flora und Fauna
Die Halbinsel ist für ihre langen Sandstrände und vorgelagerten Eilande bekannt. In den Laub- und Nadelwäldern auf der Hanko-Halbinsel sind eine Reihe von Tierarten heimisch. So finden sich hier Elche, Weißwedelhirsche, Füchse, Marder, Meisen, Rehe und Spechte.

## Geschichte
Nördlich der Halbinsel fand 1714 die Seeschlacht von Hanko statt, die mit einer schweren Niederlage der schwedischen Flotte endete.
Im April 1918 landeten im Zuge der Finnland-Intervention deutsche Truppen der Ostsee-Division auf der Halbinsel, um die finnische Regierung im finnischen Bürgerkrieg zu unterstützen.
Nach der Niederlage Finnlands im Winterkrieg wurde im Zuge des Friedens von Moskau der südliche Teil der Insel als Flottenstützpunkt an die Sowjetunion verpachtet. Diese stationierte dort drei Eisenbahngeschütze TM-3-12. 1941 konnte der Stützpunkt nach dem Abzug von 25.000 sowjetischen Soldaten im Fortsetzungskrieg von der finnischen Armee eingenommen werden. Die drei Eisenbahngeschütze fielen dabei in die Hände der finnischen Truppen.
Überreste der im Lauf der Jahrhunderte errichteten Militäranlagen im Süden der Insel können noch heute besichtigt werden.